# Spionkopite
La spionkopite è un minerale.